# Chimes of Freedom: The Songs of Bob Dylan
Chimes of Freedom: The Songs of Bob Dylan Honouring 50 Years of Amnesty International – album kompilacyjny wydany w 2012 roku. Wydawnictwo składa się z 4 płyt CD. Materiał nagrano z okazji 50-lecia istnienia międzynarodowej organizacji pozarządowej Amnesty International. Na albumie znalazły się interpretacje utworów amerykańskiego muzyka Boba Dylana. Zyski ze sprzedaży albumu w całości trafiają do organizacji Amnesty International.

## Lista utworów
CD 1
| 1.  | Johnny Cash featuring The Avett Brothers – „One Too Many Mornings” | 3:48    |
|     |                                                                    |         |
| 2.  | Raphael Saadiq – „Leopard-Skin Pill-Box Hat”                       | 3:43    |
|     |                                                                    |         |
| 3.  | Patti Smith – „Drifter’s Escape”                                   | 3:22    |
|     |                                                                    |         |
| 4.  | Rise Against – „Ballad of Hollis Brown”                            | 5:12    |
|     |                                                                    |         |
| 5.  | Tom Morello – „Blind Willie McTell”                                | 5:16    |
|     |                                                                    |         |
| 6.  | Pete Townshend – „Corrina, Corrina”                                | 2:34    |
|     |                                                                    |         |
| 7.  | Bettye Lavette – „Most of the Time”                                | 5:16    |
|     |                                                                    |         |
| 8.  | Charlie Winston – „This Wheel's on Fire”                           | 3:07    |
|     |                                                                    |         |
| 9.  | Diana Krall – „Simple Twist of Fate”                               | 3:51    |
|     |                                                                    |         |
| 10. | Brett Dennen – „You Ain’t Goin’ Nowhere”                           | 3:04    |
|     |                                                                    |         |
| 11. | Mariachi El Bronx – „Love Sick”                                    | 3:42    |
|     |                                                                    |         |
| 12. | Ziggy Marley – „Blowin’ in the Wind”                               | 2:43    |
|     |                                                                    |         |
| 13. | The Gaslight Anthem – „Changing of the Guards”                     | 5:23    |
|     |                                                                    |         |
| 14. | Silverspun Pickups – „Not Dark Yet”                                | 6:23    |
|     |                                                                    |         |
| 15. | My Morning Jacket – „You’re a Big Girl Now”                        | 5:11    |
|     |                                                                    |         |
| 16. | The Airborne Toxic Event – „Boots of Spanish Leather”              | 5:12    |
|     |                                                                    |         |
| 17. | Sting – „Girl from the North Country”                              | 2:54    |
|     |                                                                    |         |
| 18. | Mark Knopfler – „Restless Farewell”                                | 5:52    |
|     |                                                                    |         |
|     |                                                                    | 1:16:33 |
|     |                                                                    |         |
CD 2
| 1.  | Queens of the Stone Age – „Outlaw Blues”                                | 4:09    |
|     |                                                                         |         |
| 2.  | Lenny Kravitz – „Rainy Day Women #12 & 35"                              | 4:08    |
|     |                                                                         |         |
| 3.  | Steve Earle & Lucia Micarelli – „One More Cup of Coffee (Valley Below)” | 4:44    |
|     |                                                                         |         |
| 4.  | Blake Mills featuring Danielle Haim – „Heart of Mine”                   | 5:31    |
|     |                                                                         |         |
| 5.  | Miley Cyrus – „You’re Gonna Make Me Lonesome When You Go”               | 3:33    |
|     |                                                                         |         |
| 6.  | Billy Bragg – „Lay Down Your Weary Tune”                                | 4:19    |
|     |                                                                         |         |
| 7.  | Elvis Costello – „License to Kill”                                      | 5:13    |
|     |                                                                         |         |
| 8.  | Angélique Kidjo – „Lay, Lady, Lay”                                      | 3:09    |
|     |                                                                         |         |
| 9.  | Natasha Bedingfield – „Ring Them Bells”                                 | 4:09    |
|     |                                                                         |         |
| 10. | Jackson Browne – „Love Minus Zero/No Limit”                             | 4:21    |
|     |                                                                         |         |
| 11. | Joan Baez – „Seven Curses”                                              | 5:05    |
|     |                                                                         |         |
| 12. | The Belle Brigade – „No Time to Think”                                  | 8:06    |
|     |                                                                         |         |
| 13. | Sugarland – „Tonight I’ll Be Staying Here with You” (Live)              | 3:57    |
|     |                                                                         |         |
| 14. | Jack's Mannequin – „Mr. Tambourine Man”                                 | 4:27    |
|     |                                                                         |         |
| 15. | Oren Lawi – „4th Time Around”                                           | 4:23    |
|     |                                                                         |         |
| 16. | Sussan Deyhim – „All I Really Want to Do”                               | 5:18    |
|     |                                                                         |         |
| 17. | Adele – „Make You Fell My Love” (Recorded Live at WXPN)                 | 4:07    |
|     |                                                                         |         |
|     |                                                                         | 1:18:39 |
|     |                                                                         |         |
CD 3
| 1.  | K’naan – „With God on Our Side”                                        | 3:40    |
|     |                                                                        |         |
| 2.  | Ximena Sariñana – „I Want You”                                         | 3:37    |
|     |                                                                        |         |
| 3.  | Neil Finn with Pajama Club – „She Belongs to Me”                       | 2:58    |
|     |                                                                        |         |
| 4.  | Bryan Ferry – „Bob Dylan's Dream”                                      | 3:55    |
|     |                                                                        |         |
| 5.  | Zee Avi – „Tomorrow Is a Long Time”                                    | 3:59    |
|     |                                                                        |         |
| 6.  | Carly Simon – „Just Like a Woman”                                      | 5:12    |
|     |                                                                        |         |
| 7.  | Flogging Molly – „The Times They Are A-Changing”                       | 3:02    |
|     |                                                                        |         |
| 8.  | Fistful of Mercy – „Buckets of Rain”                                   | 3:14    |
|     |                                                                        |         |
| 9.  | Joe Perry – „Man of Peace”                                             | 7:43    |
|     |                                                                        |         |
| 10. | Bad Religion – „It’s All Over Now, Baby Blue”                          | 3:06    |
|     |                                                                        |         |
| 11. | My Chemical Romance – „Desolation row" (Live)                          | 3:01    |
|     |                                                                        |         |
| 12. | Redone featuring Nabil Khayat – „Knockin' on Heaven’s Door”            | 3:52    |
|     |                                                                        |         |
| 13. | Paul Rodgers & Nils Lofgren – „Abandoned Love”                         | 4:32    |
|     |                                                                        |         |
| 14. | Darren Criss featuring Chuck Criss of Freelance Whales – „New Morning” | 3:07    |
|     |                                                                        |         |
| 15. | Cage the Elephant – „The Lonesome Death of Hattie Carroll”             | 5:02    |
|     |                                                                        |         |
| 16. | Band of Skulls – „It Ain’t Me, Babe”                                   | 3:23    |
|     |                                                                        |         |
| 17. | Sinéad O’Connor – „Property of Jesus”                                  | 3:36    |
|     |                                                                        |         |
| 18. | Ed Roland & The Sweet Tee Project – „Shelter from the Storm”           | 4:12    |
|     |                                                                        |         |
| 19. | Kesha – „Don't Think Twice, It's All right"                            | 3:49    |
|     |                                                                        |         |
| 20. | Kronos Quartet – „Don't Think Twice, It's All Right” (instr)           | 4:03    |
|     |                                                                        |         |
|     |                                                                        | 1:19:03 |
|     |                                                                        |         |
CD 4
| 1.  | Maroon 5 – „I Shall Be Released”                               | 4:10    |
|     |                                                                |         |
| 2.  | Carolina Chocolate Drops – „Political World”                   | 2:49    |
|     |                                                                |         |
| 3.  | Seal & Jeff Beck – „Like a Rolling Stone”                      | 7:25    |
|     |                                                                |         |
| 4.  | Taj Mahal & The Phantom Blues Band – „Bob Dylan's 115th Dream” | 5:01    |
|     |                                                                |         |
| 5.  | Dierks Bentley – „Señor (Tales of Yankee Power)” (Live)        | 3:51    |
|     |                                                                |         |
| 6.  | Mick Hucknall – „One of Us Must Know (Sooner or Later)”        | 4:59    |
|     |                                                                |         |
| 7.  | Thea Gilmore – „I’ll Remember You”                             | 4:48    |
|     |                                                                |         |
| 8.  | State Radio – „John Brown”                                     | 4:49    |
|     |                                                                |         |
| 9.  | Dave Matthews Band – „All Along the Watchtower” (Live)         | 7:03    |
|     |                                                                |         |
| 10. | Michael Franti – „Subterranean Homesick Blues”                 | 2:18    |
|     |                                                                |         |
| 11. | We Are Augustines – „Mama, You Been on My Mind”                | 3:30    |
|     |                                                                |         |
| 12. | Lucinda Williams – „Tryin' to Get to Heaven”                   | 4:42    |
|     |                                                                |         |
| 13. | Kris Kristofersson – „Quinn the Eskimo (The Mighty Quinn)”     | 2:38    |
|     |                                                                |         |
| 14. | Eric Burdon – „Gotta Serve Somebody”                           | 4:57    |
|     |                                                                |         |
| 15. | Evan Rachel Wood – „I'd Have You Anytime”                      | 3:54    |
|     |                                                                |         |
| 16. | Marianne Faithfull – „Baby Let Me Follow You Down” (Live)      | 2:28    |
|     |                                                                |         |
| 17. | Pete Seeger with The Rivertown Kids – „Forever Young”          | 3:15    |
|     |                                                                |         |
| 18. | Bob Dylan – „Chimes of Freedom”                                | 7:13    |
|     |                                                                |         |
|     |                                                                | 1:19:50 |
|     |                                                                |         |